# Lymanopoda cillutinarca
Lymanopoda cillutinarca är en fjärilsart som beskrevs av Otto Staudinger. Lymanopoda cillutinarca ingår i släktet Lymanopoda och familjen praktfjärilar. Inga underarter finns listade i Catalogue of Life.